# Kasteel van Hertsberge

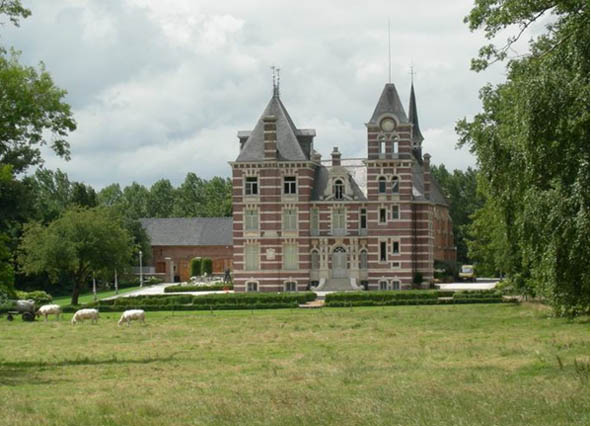
Kasteel van Hertsberge

Het Kasteel van Hertsberge (ook: Kasteel Rapaert de Grass) is een kasteel in de tot de West-Vlaamse gemeente Oostkamp behorende plaats Hertsberge, gelegen aan Proosdijstraat 38.

## Geschiedenis
Hier is lange tijd een proosdij geweest die toebehoorde aan de Sint-Calixtusabdij te Cysoing. Deze zou omstreeks 1100 zijn gesticht. In 1147 en 1152 werd door graaf Diederik van de Elzas grond geschonken aan de proosdij. De proost was tevens heer van Hertsberge.
In 1501 werd de kapel door brand getroffen en tussen 1551 en 1557 werd deze herbouwd. Enkele jaren later werd de kapel geplunderd tijdens de godsdienstoorlogen, maar het bouwwerk bleef grotendeels intact. In 1643 werd de kapel, gewijd aan Sint-Gertrudis, opnieuw ingezegend.
In 1796 werd de proosdij door de Fransen opgeheven en in 1797 werden de bezittingen ervan verkocht. In 1798 werd het gekocht door de familie Veranneman-Pardo. Tegen de proosdijkapel werd in opdracht van Philip Veranneman een kasteel gebouwd dat in elk geval in 1829 al bestond.
In 1880 werd het kasteel gekocht door Robert Rapaert de Grass. Nadat de Sint-Janskerk in gebruik werd genomen (1895), werden er geen Missen meer in de kapel opgedragen.
Kasteel en kapel liepen schade op door beschietingen tijdens de Eerste Wereldoorlog, maar in de jaren '20 van de 20e eeuw werd ook de kapel gerestaureerd. In de jaren '90 van de 20e eeuw werd het domein aangekocht door een familie van industriëlen.

## Gebouw
Het kasteel is een groot gebouw in Vlaamse neorenaissancestijl. De gevels zijn voorzien van speklagen en de voorgevel heeft een monumentale ingangspartij, geflankeerd door twee torens.
De kapel is een bakstenen gotisch zaalkerkje. Boven de toegangsdeur bevindt zich het wapenschild van de Abdij van Cysoing. Het kasteelpark werd al ontwikkeld in de 16e en 17e eeuw, maar vooral in de tweede helft van de 19e eeuw gewijzigd in landschapsstijl.